# Димитър Игнатов
 Тази статия е за политика.  За театралния режисьор вижте Димитър Игнатов (режисьор).  
Димитър Лазаров Игнатов е български лекар и политик от партия СДС, народен представител в XXXVIII и XXXIX народно събрание, избран и двата пъти от 23-ти софийски многомандатен район.

## Биография и професионална дейност
Д-р Димитър Игнатов е роден на 1 декември 1940 г. в град Варна. По професия е хирург и работи дълги години в УМБАЛ „Царица Йоанна“ в София. Той е един от най-активните членове и пряк участник във възстановяването на Българския лекарски съюз след края на тоталитарния режим през 1989 г. Избран е за председател на БЛС през 1992 г. и остава начело цяло десетилетие. Впоследствие е избран за почетен председател на съюза.

## Политическа кариера
Димитър Игнатов е депутат на СДС в XXXVIII и XXXIX народно събрание. Като народен представител д-р Игнатов е един от авторите на здравната реформа от 1999 – 2001 г., когато в България се въвежда здравното осигуряване. По негова инициатива през 1999 г. е приет Закон за съсловната организация на лекарите и стоматолозите, чрез който държавата делегира функции по организацията, контрола и етиката на медицинската професия, а членството в съсловна организация става задължително условие за практикуване на професията. БЛС става договорен партньор на създадената тогава Национална здравноосигурителна каса и се подписва първият Национален рамков договор.
На 25 март 2005 г. д-р Игнатов напуска групата на ОДС в XXXIX народно събрание и преминава към новооснованата от Иван Костов партия „Демократи за силна България“.
Умира на 31 март 2022 г. на 81-годишна възраст.